# Cheb Nasro
Cheb Nasro nom de scène de Nasereddine Souïdi (en arabe : نصر الدين سويدي) est un chanteur algérien de raï né à Aïn Témouchent le 30 novembre 1969. Il est influencé par le père du raï moderne Messaoud Bellemou. Il est considéré avec Cheb Hasni comme les rois de la chanson raï sentimental.

## Biographie
Nasereddine est né le 30 novembre 1969 à Aïn Témouchent, une petite ville à 90 km à l'ouest d'Oran, et c'est à Oran qu'il a vécu et grandit.
Dès l'âge de deux ans, il touche à son premier instrument musical, une Derbouka (tambour traditionnel) offert par son oncle. Au collège, il avait déjà une voix remarquable et chantait souvent lors des fêtes scolaires.
Encouragé par un voisin, le célèbre chanteur de raï de l'époque Cheb Zahouani, il commença aussitôt à chanter dans des mariages, des baptêmes et d'autres fêtes. À l'âge de 18 ans, il enregistre son premier album qui sera suivi par d'autres durant sa longue carrière. Sa voix sentimentale et son style propre font de lui une vedette incontestée du raï sentimental qui rivalisera avec le chanteur Cheb Hasni. En novembre 1997, Cheb Nasro a fait sa dernière scène en Algérie à Sidi Fredj, et cette date et aussi l'année où il s'installe pour vivre à Miami.
Durant sa riche carrière de chanteur, Cheb Nasro va réaliser plusieurs concerts à travers le monde notamment dans le monde arabe, en Europe et en Amérique du Nord. En 1997 il émigre aux États-Unis d'Amérique et il va signer un contrat avec la maison de disque américaine Melodia Records devenant ainsi le premier et le seul chanteur de raï à signer avec une maison US.
Nasro est le seul chanteur de raï après Khaled et Mami qui est resté sur l’avant scène de 1988 à 2018.
Les fans de Nasro sont restés fans pendant toute sa carrière. D’ailleurs on les appelle les nasrawa.
On peut voir que Nasro a trois périodes dans sa carrière. La première est de 1988 à 1994, pendant cette période c’était l’unique rival de Hasni avec des chansons comme ndirel amour ,y’a mra, magwani nebki aalik, etc….
La deuxième période était de 1994 à 1997, à cette période Nasro a chanté de belles chansons telle que nebghik ana nebghik, kount angoule nediha wentoub, saye m’a bkatch la confiance, etc….
On voit que le style a légèrement changé mais avec l’empreinte de Nasro toujours.
La troisième période est de 1998 a 2018
En s’installant aux États-Unis, un autre style apparaît avec Nasro en travaillant avec l’arrangeur américain Lilo des nouveaux sons de musique a l’américaine tels que gitana, fatima, enfin enfin, aayit hachman menek ghadi nahder.
Nasro a toujours su comment garder sa popularité car il a évolué avec chaque génération. Il est considéré comme chanteur de rai de plusieurs générations ce que peu de chanteurs ont pu faire.
Il faut dire qu'il a été entouré de paroliers très intéressants tels que son parolier personnel Ahmed hamadi à l’origine de plusieurs succès tels que Mahna lawla, aatak rabi placa fi galbi, la la machi kima hak, hramtoun m’en aachk el aadra, Wach m’en hob jaya tgoulili aalih... Mais aussi de paroliers comme Mohamed Nouna qui lui écrit ndirek amour. Et plein d’autres succès à ses débuts, des paroliers comme Hmida Belaaroui et d’autres également.
Il a travaillé également avec plusieurs arrangeurs de musique en citant le célèbre Ali bouabdelah , Toufik boumelah, houcine ,moutafa.
Au studio master là où ses plus grands succès ont vu le jour on doit remercier l’ingénieur du son Boucif.
Nasro a travaillé pendant toute sa carrière avec la plupart des maisons d’édition en Algérie comme édition saada, fraternelle, disco Maghreb, Anwar, santana, sun house et bien d’autres.
À Paris Nasro a beaucoup travaillé avec l’organisation Nourredine gafaiti pour plusieurs concerts à Paris, Marseille, Montpellier... Avec hasni ,sahraoui ,Fadela,ainsi que Nourredine mersaoui et bien d’autres chanteurs de raï.
À son retour en Algérie en avril 2018 après plus de 20 ans, une grande foule l’attendait à la sortie de l’aéroport d’Alger ce qui montre bien que Nasro a des fans fidèles.
Actuellement, Cheb Nasro, établi à Boston, est marié à une Algérienne, native de Sig dans l'ouest algérien, et papa d'un petit garçon prénommé Adam.

### Famille
Fatima Souïdi : mère, Mohamed Souïdi : père, Malika, Rachida, Zahra, Nacéra, Naïma, Yamina Souïdi : sœurs, et Mustapha Souïdi : frère (décédé).

## Discographie
Durant sa longue carrière de chanteur de raï, Nasro a produit plusieurs albums, singles, compilations et concerts :

### Albums
- ... : Aâchkake chayabni
- ... : Aâyite hachmane manek
- ... : Aâtak rabi blaça fi galbi
- ... : Aâtini galbek
- ... : Aâyite nsabar fi galbi
- 1995 : Ana al ghaltane khayertek anti
- 1997 : Ana wa nti wa dahr twil
- ... : Antiya sababI
- ... : Bahr tofane
- ... : Bghitek amour
- 1992 : B'nate el youm bazaf
- ... : C'est mon choix
- ... : Ca fait plaisir
- ... : Chab rassi fel hob (avec Chaba Fella)
- 1996 : Choufi el maktoub ki lakana
- 1988 : Choufi men aâchkak ki rani
- 1996 : Dawha goudam aâyni
- ... : Dayaâte snine men ômri
- ... : Dés fois nebghi nkhabrek
- 1993 : El-hob âyah
- 2001 : Enfin oueldi oula benti
- ... : Fatima
- 1994 : Griba wala baâida
- ... : Hassdouni fih
- ... : Heureusement ma hkitlekch seri
- ... : Hkayete lamhaba
- ... : H'ssebti ki tgouli nabghik
- 2011 : Khtitek ana et je regrette
- 1991 : Ki n'sakssiha ila tabghini
- 2004 : Kounti maâya ki soltana
- ... : L'histoir li hia nsatha
- 2010 : Lady
- 1998 : La la machi kima hak
- ... : Lilate aârssek bkite
- ... : Loukane ja el galbe yaâchek zouj
- ... : Mada bia ça fait plaisir
- ... : Madabikoum natfarkou
- ... : Mahboubet galbi rahet
- ... : Mahma goultou fiha
- 1993 : Mah'na laoula
- ... : Mariage
- ... : Mariage 2
- ... : Mazal galbha toujours fia
- ... : Mazal galbi tamaa fa li nsatni
- 1992 : Mon amour
- 1997 : Nabghik ana nabghik
- ... : Natsam'hou (avec kheira )
- 1994 : Ne me quitte pas
- ... : N'ssite wa nkarti el maârouf
- ... : Ouf ouf mel ghorba
- ... : Reservit lik galbi
- 1995 : Reviens à moi
- ... : Sabrina
- ... : Samhini fat el awane
- ... : Separation
- ... : Taârfouni beli nabghiha
- ... : Yji nhar win netlakou

- 2013 : I Love You
- 2016 : Adam

### Singles
- ... : Aârfek bedala
- ... : Ana tmanit fik el-mariage
- ... : Aâtak rabi blassa fi galbi
- ... : Bkat ayni
- ... : Hadak ma kounti tetmenei
- ... : H'malt aâdabi fi galbi
- ... : Hobek blia
- ... : Kh'titek ana et je regrette
- ... : Ma tlouminiche
- ... : Ma trohiche wa tkhalini
- ... : Mahboubet galbi rahet
- ... : M'chiti aâliya wa aâlache
- ... : Mon amour
- ... : Nargoud ala wadnia
- ..1992. : N'direk amour
- ..1996. : Rani ghadi aâliha
- ... : Reviens à moi
- ... : Ma tgoulouche rah wa sma'h fiha
- 2003 : Enfin oueldi oula benti
- 2001 : Sans toi
- ... : Pour quel raison
- ... : Weili weili
- ... : Ya m'ra
- ... : Zwaj lila

### Compilations
- 1998 : Le Meilleur
- 2002 : Departures
- 2006 : Best of love